# Tipula amphion
Tipula amphion är en tvåvingeart som beskrevs av Alexander 1952. Tipula amphion ingår i släktet Tipula och familjen storharkrankar. Inga underarter finns listade i Catalogue of Life.